# Galearia fulva
Galearia fulva är en tvåhjärtbladig växtart som först beskrevs av Louis René Tulasne, och fick sitt nu gällande namn av Friedrich Anton Wilhelm Miquel. Galearia fulva ingår i släktet Galearia och familjen Pandaceae. Inga underarter finns listade i Catalogue of Life.